# White Christmas Blues
«White Christmas Blues» (укр. «Білий різдвяний блюз») — восьма серія двадцять п'ятого сезону мультсеріалу «Сімпсони», прем'єра якої відбулась 15 грудня 2013 року у США на телеканалі «Fox».

## Сюжет
У передріздвяний час Барт та Ліса знуджено дивляться телевізор. Кент Брокман оголошує, що через глобальне потепління на Різдво у США не буде снігу, що пригнічує всіх. Однак незабаром у Спрінґфілді починає випадати сніг. Професор Фрінк пояснює, що завдяки поєднанню радіоактивних випарів з атомної електростанції та викидів місцевого вогнища шин у Спрінґфілді створився особливий мікроклімат. Це єдине місце в Америці, де йде снігом. Мер Квімбі оголошує місто туристичною пам'яткою, і жителі швидко входять у дух «обдирайлівки», коли можна підвищувати ціни для відвідувачів Спрінґфілда на Різдво.
Пригнічена раптовими натовпами туристів у «Квікі-Марті», Мардж починає відчувати себе невдахою, оскільки не може щедро витратити на свято для своєї сім'ї. Коли вона повертається до будинку, біля дому зупиняється сім'я туристів, що пропонує 300 доларів за ніч, щоб залишитися у Сімпсонів на свята. Мардж нерішуче приймає пропозицію.
Коли Гомер з подивом виявляє в будинку іншу родину, але Мардж пояснює ситуацію і переконує чоловіка перетворити будинок на хостел зі сніданками на час курортного сезону. Коли наближається Різдво, Сімпсони набирають більше гостей. Однак, Мардж стає роздратованою від їх постійних прохань і скарг на неякісні обслуговування та розваги. На Святвечір Мардж не витримує і лає гостей, що зібралися у вітальні і дратують співом колядок.
Тим часом натхненна успішною передріздвяною проповіддю отця Лавджоя Ліса вирішує купити для сім'ї недорогі подарунки, підібрані від душі. Однак, Різдвяного ранку при розгортанні подарунків виявляється, що подарунки Ліси (насіння редьки для Гомера і книга для Барта) не подобаються її рідним і є непрактичними для них. Це ще більше пригнічує Різдвяну атмосферу у Сімпсонів.
Ліса вражена, коли виявляє, що Барт спалює подаровану нею книгу, але його аргументи приводять дівчинку до висновку, що її спроби вибрати подарунки справді були помилкові. Вона продає подарунок, який подарував їй Барт, і купує йому планшет з попередньо завантаженими книгами і додатками, якими він може насолоджуватися. Натомість Барт дає їй трохи грошей для пожертви на благодійність.
У сцені під час титрів показано різні номерні знаки машин туристів.

## Цікаві факти і культурні відсилання
- Серія — остання, посмертна, робота сценариста Дона Пейна, який помер від раку 26 березня 2013 року.
- У серії вперше використано різдвяну версію HD-заставки «Сімпсонів».
  - Під час польоту камери до дому Сімпсонів у заставці можна побачити янгола Едни Крабапель (яка «померла» у зв'язку зі смертю акторки Марсії Воллес, котра озвучувала персонажа, у жовтні 2013 року) і янгола покійного сценариста серії Дона Пейна.
- У натовпі, якому професор Фрінк пояснює причину опадів, Мо Сизляк з'являється двічі.

## Ставлення критиків і глядачів
Під час прем'єри серію переглянули 8,48 млн осіб з рейтингом 3.5, що зробило її найпопулярнішим шоу на каналі «Fox» тієї ночі.
Денніс Перкінс з «The A.V. Club» дав серії оцінку C сказавши
|  | Незважаючи на те, що «Сімпсони» завжди вигравали у викиданні приколів із вивісками тощо, ця [вступна] заставка є просто мішанкою матеріалів з дошки ідей у кімнаті сценаристів — не особливо натхненних матеріалів… Те ж саме стосується і кінцевих титрів… Як і велика частина цьогорічних «Сімпсонів», там розкидано кілька пристойних жартів, але, як сказав би будь-який сварливий старий, шоу було б краще подати, викинувши основну масу сторонніх плювків, щоб отримати цілісний сюжет і якийсь гідний розвиток персонажа. |

Тереза Лопес з «TV Fanatic» дала серії дві з половиною з п'яти зірок, сказавши, що «Різдвяні серії „Сімпсонів“ завжди були одними з її улюблених, але сьогоднішня серія була невтішною, нерівномірною і (знову ж таки!) з надто знайомим вмістом».
Згідно з голосуванням на сайті The NoHomers Club більшість фанатів оцінили серію на 2/5 із середньою оцінкою 2,34/5.